# 체더

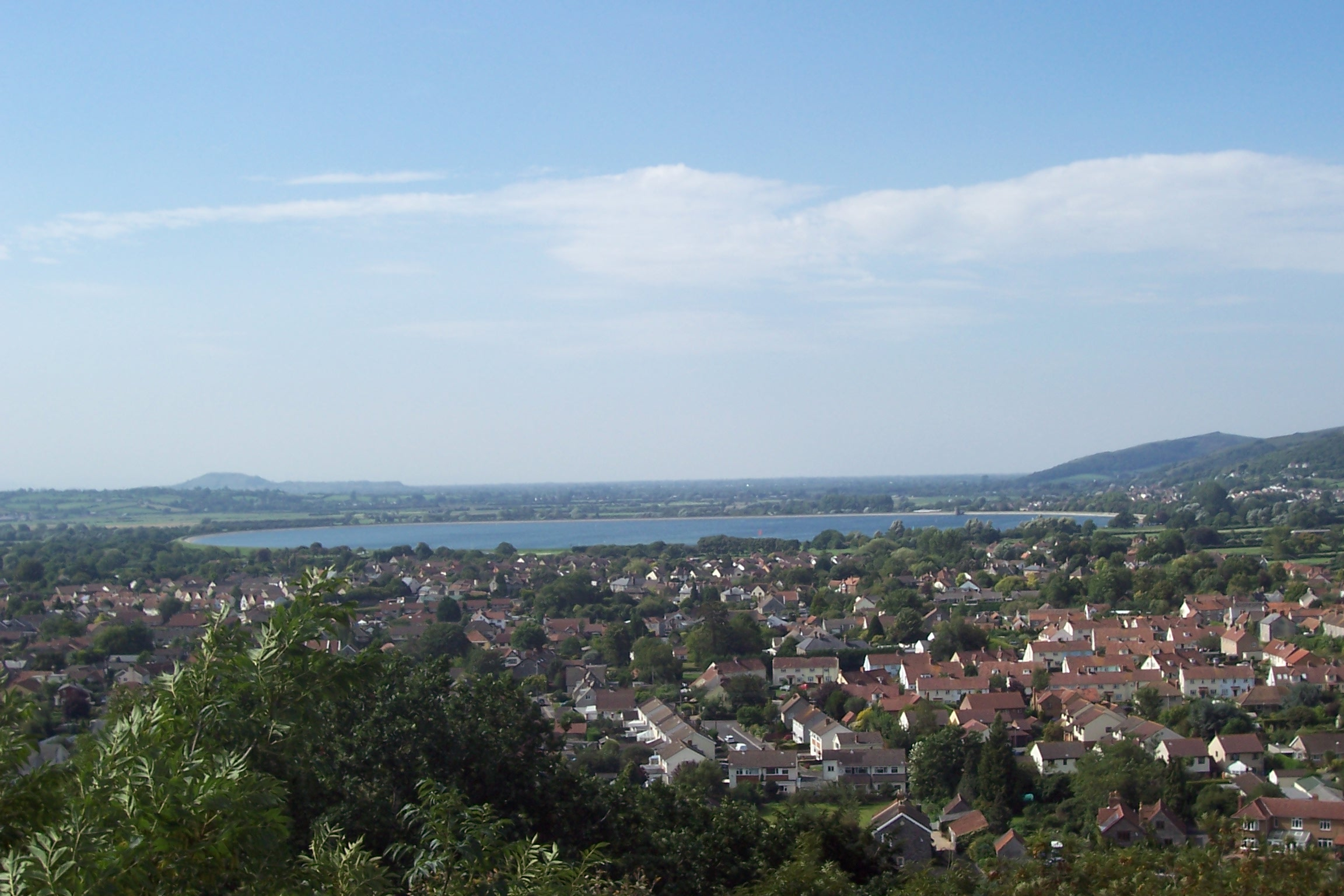
체더

체더(Cheddar)는 잉글랜드 서머싯주의 도시로, 인구는 5,093명이다. 세계적으로 유명한 체더 치즈의 발상지이다.